# Axel Grönberg
Rolf Axel Einar Grönberg (* 9. Mai 1918 in Norberg; † 23. April 1988 in Stockholm) war ein schwedischer Ringer.

## Werdegang
Axel Grönberg begann im Alter von 12 Jahren in Stockholm mit dem Ringen. Er wurde Mitglied des Brottarblubs (BK) „Athén“ Stockholm. Seit Beginn der 1940er Jahre gehörte er zur schwedischen Spitzenklasse der Mittelgewichtsringer. Axel Grönberg war vielfacher schwedischer Meister im griech.-röm. Stil und im Freistil. Er bevorzugte den griech.-römischen Stil, trat aber auch im Freistil an. Als 1946 erstmals nach dem Zweiten Weltkrieg wieder internationale Meisterschaften veranstaltet wurden, war er dabei. Auch in den folgenden Jahren rang er, vom finnischen Nationaltrainer der schwedischen Ringer Robert Oksa bestens vorbereitet, mit großen Erfolgen. Er wurde 1948 und 1952 Olympiasieger. Auch in Länderkämpfen, die damals sehr populär waren, erzielte er viele Erfolge, musste aber Mitte der 1950er Jahre doch seinem Alter Tribut zollen, als er häufiger in solchen Kämpfen verlor. Er trat daraufhin vom aktiven Ringersport zurück. Axel Grönberg war städtischer Angestellter und lebte in Stockholm.

## Internationale Erfolge
(OS = Olympische Spiele, WM = Weltmeisterschaft, EM = Europameisterschaft, GR = griech.-röm. Stil, F = Freistil, Mi = Mittelgewicht, Hs = Halbschwergewicht, damals bis 79 kg bzw. 87 kg Körpergewicht)
| Jahr | Platz | Wettbewerb      | Stil | Gewichtskl. | Ergebnis |
| 1946 | 3.    | EM in Stockholm | F    | Mittel      | mit Siegen über Jean-Baptist Benoy, Belgien, John Sullivan, Vereinigtes Königreich, Gyula Kovács, Ungarn und einer Niederlage gegen Mahmut Ceterez, Türkei                                      |
| 1947 | 3.    | EM in Prag      | GR   | Mittel      | mit Siegen über Gyula Németi, Ungarn, Eino Virtanen, Finnland und Rémy Aurine, Frankreich und einer Niederlage gegen Nikolai Below (Ringer), UdSSR                                              |
| 1948 | Gold  | OS in London    | GR   | Mittel      | mit Siegen über Jean-Baptist Benoy, Káre Larsen, Norwegen, Ahmad Akbas, Ägypten, Juho Kinnunen, Finnland, Gyula Németi und Muhlis Tayfur, Türkei                                                |
| 1949 | 2.    | EM in Istanbul  | F    | Mittel      | mit Siegen über Jacques Browers, Belgien, Mohammed Moussa, Ägypten, Abbas Zandi, Iran und einer Niederlage gegen Yaşar Doğu, Türkei                                                             |
| 1950 | 1.    | WM in Stockholm | GR   | Mittel      | mit Siegen über Juho Kinnunen, Gyula Németi, Mohammed Moussa, Remy Aurine und Ali Özdemir, Türkei                                                                                               |
| 1952 | Gold  | OS in Helsinki  | GR   | Mittel      | mit Siegen über Ercole Gallegati, Italien, Gustav Gocke, Deutschland, Kalervo Rauhala, Finnland und Nikolai Below                                                                               |
| 1953 | 2.    | WM in Neapel    | GR   | Mittel      | mit Siegen über Karel Souček, Tschechoslowakei, Vasile Onoiu, Rumänien, Osvaldo Riva, Italien, Kalervo Rauhala und Branislav Simić, Jugoslawien und einer Niederlage gegen Giwi Kartosia, UdSSR |
| 1954 | 6.    | WM in Tokio     | F    | Mittel      | mit Sieg über Nicolas Arcales, Philippinen und Niederlagen gegen Abbas Zandi und Giwi Kartosia                                                                                                  |

## Schwedische Meisterschaften
Axel Grönberg wurde schwedischer Meister im griechisch-römischen Stil im Mittelgewicht in den Jahren 1944, 1945, 1946, 1947, 1948, 1949, 1951, 1953 und im Halbschwergewicht im Jahr 1958; schwedischer Meister im freien Stil im Mittelgewicht wurde er 1944, 1946, 1947, 1948, 1949, 1950 und 1954.

## Wichtigste Länderkämpfe
- 1952, GR, Mi, Sieg über Gustav Gocke, BRD,
- 1953, GR, Mi, Sieg über Ismet Atli, Türkei,
- 1953, F, Mi, Sieg über Ismet Atli,
- 1954, GR, Mi, Sieg über Giwi Kartosia, UdSSR,
- 1954, F, Mi, Niederlage gegen Shirtladze, UdSSR,
- 1954, GR, Mi, Sieg über V. Punkari, Finnland,
- 1955, GR, Mi, Niederlage gegen Giwi Kartosia,
- 1955, GR, Mi, Niederlage gegen Anfinogienow, UdSSR,
- 1956, F, Mi, Niederlage gegen Bekir Büke, Türkei